# Thyene scalarinotum
Thyene scalarinotum är en spindelart som beskrevs av Embrik Strand 1907. Thyene scalarinotum ingår i släktet Thyene och familjen hoppspindlar. Inga underarter finns listade i Catalogue of Life.